# Ломовский сельсовет (Башкортостан)
Ломовский сельсовет — муниципальное образование в Белорецком районе Башкортостана России.

## История
Согласно Закону о границах, статусе и административных центрах муниципальных образований в Республике Башкортостан имеет статус сельского поселения. До 17 декабря 2004 года имел статус поссовета.

## Население
| 2002  | 2009  | 2010  | 2012  | 2013  | 2014  | 2015  |
| ----- | ----- | ----- | ----- | ----- | ----- | ----- |
| 3172  | ↘2662 | ↘2620 | ↘2604 | ↘2593 | ↗2594 | →2594 |
| 2016  | 2017  |       |       |       |       |       |
| ↗2595 | ↘2581 |       |       |       |       |       |

## Состав сельского поселения
| № | Населённый пункт | Тип населённого пункта       | Население |
| - | ---------------- | ---------------------------- | --------- |
| 1 | Ломовка          | село, административный центр | ↘2581     |